# Erzurum
Erzurum (starogrško Θεοδοσιούπολις, latinizirano: Teodoziopolis, armensko Կարին, latinizirano: Karin, kurdsko Erzîrom, Erzirom) je mesto v vzhodni Turčiji in upravno središče istoimenske province. Mesto leži na nadmorski višini 1757 m. Leta 2010 je imelo 367.250 prebivalcev. V svojem grbu ima dvoglavega anatolskega seldžuškega orla, ki je bil pogost motiv v anatolskem (že pri Hetitih), balkanskem in srednjeveškem obdobju. 
Erzurum ima nekaj odličnih objektov za zimske športe in je bil leta 2011 gostitelj Zimske univerzijade. 
Med hladno vojno je bila v Erzurumu najbolj vzhodna letalska baza NATO.